# مهندسی کوانتوم

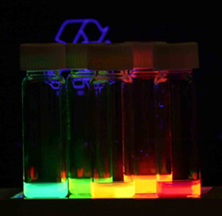
نقاط کوانتومی کلوئیدی که با نور فرابنفش تابیده شده‌اند. اندازه‌های مختلف نقاط کوانتومی نورهای متفاوتی ساطع می‌کنند که به دلیل محدودیت کوانتومی است.

مهندسی کوانتوم فرایند توسعه فناوری‌هایی است که از قوانین مکانیک کوانتوم بهره می‌برد. مهندسی کوانتوم از مکانیک کوانتوم به‌عنوان یک جعبه ابزار برای توسعه فناوری‌های کوانتومی مانند حسگرهای کوانتومی یا رایانه‌های کوانتومی استفاده می‌کند.
بسیاری از دستگاه‌هایی که انسان‌ها از آن‌ها استفاده می‌کنند، به اثرات مکانیک کوانتوم وابسته‌اند و در جامعه انقلابی ایجاد کرده‌اند، از جمله در پزشکی، ارتباطات نوری، اینترنت پرسرعت، و محاسبات با عملکرد بالا. پس از پیشرفت‌های تکنولوژیکی که لیزرها، تصویربرداری تشدید مغناطیسی (MRI) و ترانزیستورها را به ارمغان آورد، موج دوم فناوری‌های کوانتومی انتظار می‌رود تأثیر مشابهی بر جامعه بگذارد. این فناوری‌های جدید پیش‌بینی می‌شوند که از هم‌پراکندگی کوانتومی استفاده کنند، که مبتنی بر پیشرفت‌هایی است که در قرن گذشته در درک و کنترل سیستم‌های مقیاس اتمی حاصل شده است. اثرات مکانیک کوانتوم به‌عنوان منبعی در فناوری‌های نوین با کاربردهای فراگیر استفاده می‌شود، از جمله حسگرهای کوانتومی و تکنیک‌های نوین تصویربرداری، ارتباطات ایمن (اینترنت کوانتومی) و محاسبات کوانتومی.

## تاریخچه
حوزه فناوری کوانتومی در کتابی از جرارد جی. میلبرن در سال ۱۹۹۷ مورد بررسی قرار گرفت. سپس مقاله‌ای در سال ۲۰۰۳ توسط میلبرن و جاناتان پی. داولینگ منتشر شد، و انتشار جداگانه‌ای توسط دیوید دویچ در همان سال.
استفاده از مکانیک کوانتومی در چندین فناوری مشهود بود. این فناوری‌ها شامل سیستم‌های لیزر، ترانزیستورها و دستگاه‌های نیمه‌هادی، و همچنین دستگاه‌های دیگری مانند تصویربرداری پرتو مغناطیسی می‌شود. آزمایشگاه علوم و فناوری دفاعی بریتانیا (DSTL) این دستگاه‌ها را تحت عنوان «کوانتوم ۱٫۰» دسته‌بندی کرد تا آن‌ها را از دستگاه‌هایی که به اصطلاح «کوانتوم ۲٫۰» نامیده می‌شود، متمایز کند. این تعریف به دسته‌ای از دستگاه‌ها اشاره دارد که به‌طور فعال حالت‌های کوانتومی ماده را با استفاده از اثرات ابرپوزیشن و درهم‌تنیدگی ایجاد، دستکاری و خوانش می‌کنند.
از سال ۲۰۱۰ به بعد، چندین دولت برنامه‌هایی برای اکتشاف فناوری‌های کوانتومی راه‌اندازی کرده‌اند، مانند برنامه فناوری‌های کوانتومی ملی بریتانیا، که چهار «هاب» کوانتومی ایجاد کرد. این هاب‌ها در مرکز فناوری‌های کوانتومی در سنگاپور و کوتِک، یک مرکز هلندی برای توسعه کامپیوترهای کوانتومی توپولوژیک، قرار دارند. در سال ۲۰۱۶، اتحادیه اروپا ابتکار پرچم‌دار فناوری‌های کوانتومی را معرفی کرد، که یک مگاپروژه ۱۰ ساله به ارزش ۱ میلیارد یورو است و مشابه پروژه‌های پرچم‌دار فناوری‌های نوظهور اروپایی است. در دسامبر ۲۰۱۸، ایالات متحده قانون ابتکار کوانتومی ملی را تصویب کرد که بودجه سالانه‌ای به مبلغ ۱ میلیارد دلار برای تحقیقات کوانتومی اختصاص می‌دهد. چین در حال ساخت بزرگ‌ترین مرکز تحقیقاتی کوانتومی جهان است و برنامه‌ریزی کرده است که ۷۶ میلیارد یوان (تقریباً ۱۰ میلیارد یورو) در این پروژه سرمایه‌گذاری کند. دولت هند نیز ۸۰۰۰ کرور روپیه (تقریباً ۱٫۰۲ میلیارد دلار آمریکا) در طول ۵ سال برای تقویت فناوری‌های کوانتومی تحت مأموریت کوانتومی ملی هند سرمایه‌گذاری کرده است.
در بخش خصوصی، شرکت‌های بزرگ سرمایه‌گذاری‌های زیادی در فناوری‌های کوانتومی انجام داده‌اند. سازمان‌هایی مانند گوگل، دی-ویو سیستمز، و دانشگاه کالیفرنیا، سانتا باربارا مشارکت‌ها و سرمایه‌گذاری‌هایی برای توسعه فناوری کوانتومی تشکیل داده‌اند.

## کاربردها

### ارتباطات امن
ارتباطات امن کوانتومی روشی است که انتظار می‌رود در دوران ظهور سیستم‌های محاسباتی کوانتومی که قادر به شکستن سیستم‌های فعلی رمزنگاری با استفاده از روش‌هایی مانند الگوریتم شور هستند، «امن کوانتومی» باشد. این روش‌ها شامل توزیع کلید کوانتومی (QKD) هستند، که روشی برای انتقال اطلاعات با استفاده از نور در هم‌تنیده است، به‌طوری که هرگونه دخالت در انتقال برای کاربر قابل شناسایی است. روش دیگری که وجود دارد، تولیدکننده اعداد تصادفی کوانتومی است که قادر به تولید اعداد واقعی تصادفی است، برخلاف الگوریتم‌های غیرکوانتومی که صرفاً تقلید تصادفی بودن را انجام می‌دهند.

### محاسبات
انتظار می‌رود که کامپیوترهای کوانتومی کاربردهای مهمی در زمینه‌های محاسباتی مانند بهینه‌سازی و یادگیری ماشین داشته باشند. شاید مشهورترین ویژگی آن‌ها توانایی اجرای الگوریتم شُور باشد، که می‌تواند برای تجزیه اعداد بزرگ استفاده شود و یک فرایند مهم در ایمن‌سازی انتقال داده‌ها است.
شبیه‌سازهای کوانتومی نوعی کامپیوتر کوانتومی هستند که برای شبیه‌سازی یک سیستم دنیای واقعی، مانند یک ترکیب شیمیایی، طراحی شده‌اند. شبیه‌سازهای کوانتومی به‌دلیل این‌که کنترل کامل روی هر جزء ضروری نیست، ساده‌تر از کامپیوترهای کوانتومی عمومی ساخته می‌شوند. شبیه‌سازهای کوانتومی در حال حاضر شامل اتم‌های فوق سرد در شبکه‌های نوری، یون‌های به‌دام‌افتاده، آرایه‌های کیوبیت‌های ابررسانا و دیگر انواع هستند.

### حسگرها
انتظار می‌رود حسگرهای کوانتومی در بسیاری از زمینه‌های از جمله سیستم‌های موقعیت‌یابی، فناوری ارتباطات، حسگرهای میدان الکتریکی و مغناطیسی، گراویمتری و همچنین در حوزه‌های ژئوفیزیکی مانند مهندسی عمران و زلزله‌شناسی کاربردهای گسترده‌ای داشته باشند.

## برنامه‌های آموزشی
مهندسی کوانتومی در حال تبدیل شدن به یک رشته مهندسی مستقل است. صنعت کوانتوم به نیروی کاری آگاه به اصول کوانتومی نیاز دارد، که این منبع در حال حاضر کمبود دارد. در حال حاضر، دانشمندان در زمینه فناوری کوانتومی عمدتاً دارای پیش‌زمینه‌ای در فیزیک یا مهندسی هستند و مهارت‌های «مهندسی کوانتومی» خود را از طریق تجربه به دست آورده‌اند. یک نظرسنجی از بیش از بیست شرکت به منظور درک مهارت‌های علمی، فنی و «نرم» مورد نیاز برای استخدام‌های جدید در صنعت کوانتوم انجام شده است. نتایج نشان می‌دهد که شرکت‌ها اغلب به دنبال افرادی هستند که با فناوری‌های کوانتومی آشنا بوده و همزمان دارای مهارت‌های آزمایشگاهی عملی عالی باشند.
چندین دانشگاه فنی برنامه‌های آموزشی در این حوزه را راه‌اندازی کرده‌اند. به عنوان مثال، مؤسسه فناوری فدرال زوریخ یک برنامه کارشناسی ارشد در مهندسی کوانتوم را آغاز کرده است که یک همکاری مشترک بین دپارتمان مهندسی برق (D-ITET) و دپارتمان فیزیک (D-PHYS) است، و دانشگاه واترلو برنامه‌های تحصیلات تکمیلی یکپارچه مهندسی را در مؤسسه محاسبات کوانتومی راه‌اندازی کرده است. برنامه‌های مشابهی در دانشگاه‌های دانشگاه فناوری دلفت، دانشگاه فنی مونیخ،  مؤسسه فناوری ماساچوست, سنترا سوپلیک و سایر دانشگاه‌های فنی در حال پیگیری است.
در مقطع کارشناسی، فرصت‌های تخصصی محدود است. با این حال، برخی از مؤسسات شروع به ارائه برنامه‌هایی در این زمینه کرده‌اند. دانشگاه شربروک یک دوره کارشناسی در رشته اطلاعات کوانتومی ارائه می‌دهد، دانشگاه واترلو تخصص کوانتومی در برنامه مهندسی برق خود ارائه می‌دهد، و دانشگاه نیو ساوت ولز یک دوره کارشناسی مهندسی کوانتوم ارائه می‌دهد.
دانشجویان در زمینه پردازش سیگنال و اطلاعات، اپتوالکترونیک و فوتونیک، مدارهای یکپارچه (دوقطبی، سیماس) و معماری‌های سخت‌افزاری الکترونیکی (VLSI, FPGA, ASIC) آموزش می‌بینند. علاوه بر این، آنها با کاربردهای نوظهور مانند حسگرهای کوانتومی، ارتباطات و رمزنگاری کوانتومی و پردازش اطلاعات کوانتومی آشنا می‌شوند. آنها اصول شبیه‌ساز کوانتومی و محاسبات کوانتومی را می‌آموزند و با پلتفرم‌های مختلف پردازش کوانتومی مانند یون‌های به دام افتاده و مدارهای ابررسانا آشنا می‌شوند. پروژه‌های آزمایشگاهی عملی به دانشجویان کمک می‌کند تا مهارت‌های فنی مورد نیاز برای تحقق عملی دستگاه‌های کوانتومی را توسعه دهند و آموزش خود را در زمینه علوم و فناوری‌های کوانتومی تکمیل کنند.